# Sociedad de Almas
La Sociedad de Almas (尸魂界?  literalmente "mundo de los espíritus muertos") es un lugar que aparece en la serie de manga y anime Bleach. Es el lugar al que van, en el universo de la serie, las almas de los seres humanos cuyos actos no los conducen al infierno, a su muerte.
Su ambientación es similar a la del Japón del período Edo. Aunque en este lugar no se pasa hambre por el hecho de estar habitado por espíritus, y en palabras de Rukia nueve de cada diez veces la Sociedad de Almas es mejor que el mundo de los vivos, dista mucho de la visión del Cielo que se suele tener.
Estar en la Sociedad de Almas no significa ser inmortal, puesto que en ella las almas envejecen, aunque a un ritmo mucho más lento que en el mundo de los vivos. Las almas pueden tener hijos, y existen familias de Shinigamis cuyos ancestros han nacido en la Sociedad de Almas por muchas generaciones, lo que las hace nobles. Además, pueden morir de vejez, enfermedad, asesinadas o en combate.Las partículas espirituales de las que están hechas las almas se disuelven y forman parte de la estructura de la Sociedad de Almas. 
La Sociedad de Almas está dividida en dos partes bien diferenciadas: el Rukongai, donde viven las almas normales de los humanos que carecen de poder espiritual, y el Seireitei.

## Gobierno
La Sociedad de Almas está gobernada por una familia real, que vive en una dimensión separada. A esa dimensión solo se puede llegar usando la Llave Real (王鍵 Ōken''?). Está custodiada por su Guardia Real (王属特務 Ōzokutokumu?) también llamada División Cero y, de acuerdo a lo dicho por Rangiku Matsumoto, ningún shinigami de los 13 Escuadrones lo ha visto jamás. Esta guardia es un grupo de shinigamis con gran poder y conocimientos tácticos que responden únicamente ante el rey. Los elegidos entre sus guardias pueden ser Capitanes de las Trece Divisiones ascendidos a este cuerpo de élite, como en el caso de Kirio Hikifune, predecesora de Kisuke Urahara en la Duodécima División.
Al parecer, el rey no está interesado en asuntos políticos ni administrativos y delega esas funciones en los miembros de la Cámara de los 46 (中央四十六室 chūō yonjūroku shitsu?). Son 40 sabios y 6 jueces que redactan las leyes y las normas de la Sociedad de Almas. Se reúnen en un cuartel dentro del Seireitei al que nadie puede acercarse cuando tiene el acceso bloqueado. También son los responsables de condenar a los shinigamis que han cometido delitos muy graves, mientras que los delitos menores son juzgados por otros, normalmente los oficiales superiores. Las decisiones finales de la Cámara de los 46 son inapelables y no pueden ser cuestionadas, ni siquiera por un capitán.

## Seireitei
El Seireitei (瀞霊廷 Corte de los Espíritus Puros?) es el centro de la Sociedad de Almas, donde se sitúan el cuartel general de las Trece Divisiones, los cuarteles de cada una de ellas, las residencias de los nobles y la sede de la Cámara de los 46, entre otros edificios. Es una ciudadela circular protegida por una muralla que crea un campo de protección contra cualquier ataque físico o espiritual. Tiene cuatro puertas, con un guardián en cada una. Estos son:
- Jidanbō (兕丹坊 Jidambō?) [Puerta Oeste - Hakutōmon]

Seiyū: Takashi Nagasako
Jidanbō tiene buen corazón y cree en el honor. Nacido el 10 de enero. Cree que todas las peleas tienen que ser uno contra uno, y que la derrota implica abrir la puerta, aunque sea un enemigo. Es la primera persona con la que Ichigo tiene que luchar en la Sociedad de Almas, y después de su honorable derrota es curado por Orihime (quien prácticamente tiene que "pegarle" un brazo de vuelta al cuerpo) se hace amigo de Ichigo y compañía. Tiene una gran fuerza física. 
- Kaiwan (嵬蜿 Kaiwan?) [Puerta Este - Shōryūmon]
- Danzōmaru (斷蔵丸 Danzōmaru?) [Puerta Norte - Kokuryōmon]
- Bikonyūdō (比鉅入道 Bikonyūdō?) [Puerta Sur - Shūwaimon]

Solo los shinigamis pueden residir en el Seireitei. Si bien los nobles y el resto de shinigamis apenas tienen contacto con los habitantes del Rukongai, éstos pueden convertirse en shinigamis tras ingresar en la Academia.

### Las Trece Divisiones
Las Trece Divisiones (護廷十三隊 goteijūsantai?, Gotei 13)  se componen de trece escuadrones y son la fuerza principal de la Sociedad de Almas, siendo el cuerpo más conocido y numeroso de shinigamis. Aunque algunos de ellos tienen funciones específicas, no se sabe si esto ocurre con todos ellos. Por ejemplo, la Cuarta División se ocupa de la asistencia médica y la logística, la Duodécima División se ocupa de la Investigación y el Desarrollo, y que la Undécima está especializada en la lucha a espada y tácticas de pelea.

#### Estructura
Las Trece Divisiones siguen una estructura militar, en la que se asciende sobre la base de la fuerza y las habilidades personales. Al ser las Trece Divisiones una unidad militar de élite, la Cámara de los 46 no permite ningún rasgo de discrepancia o incompatibilidad entre sus miembros, si esto se llevara a cabo, se suspendería al shinigami en cuestión anunciando un "retiro por causas personales", lo cual es una tapadera para encubrir su transferencia a la Unidad de Detención Especial, dependiente de la Segunda División y el Cuerpo de Operaciones Especiales. El número de las divisiones no implica superioridad de unas sobre otras. Los rangos en que se dividen son:
- Capitán General (総隊長 sōtaichō?): tiene el mando de las Trece Divisiones. Actualmente ostenta esa posición Shunsui Kyōraku, también capitán de la Primera División.
- Capitán (隊長 taichō?): son miembros distinguidos del Seireitei, con una fuerza espiritual enorme y una gran habilidad en el combate. Todo capitán conoce y domina las dos liberaciones de su zanpakutō, con la excepción de Kenpachi Zaraki, cuya descomunal fuerza espiritual le ha permitido llegar a capitán sin saber siquiera el nombre de su espada, requisito imprescindible para las liberaciones. Los capitanes suelen tener un gran conocimiento de kidō, táctica militar e historia de la Sociedad de Almas. Existen tres formas de convertirse en capitán:
  - Aprobar un examen especial que requiere, entre otras cosas, el conocimiento de la liberación final de la zanpakutō, y que debe ser presenciado por el capitán general y al menos otros dos capitanes.
  - Tener la recomendación personal de al menos 6 capitanes y la aprobación de como mínimo 3 de los restantes 7.
  - Derrotar al anterior capitán en combate personal ante 200 testigos de la división (Caso de Kenpachi Zaraki).
- Teniente (副隊長 fukutaichō?): ocupa el segundo rango en una división, y se encarga de las tareas rutinarias, además de ser la mano derecha del capitán. Los tenientes, al igual que los capitanes, no están asignados permanentemente a una división concreta. Todos conocen y dominan el shikai de su zanpakutō y hay algunos que han alcanzado el bankai. Cuando el capitán de una división fallece o desaparece, el teniente se encarga de sus tareas hasta la asignación de un nuevo capitán.
- Oficiales inferiores: teniendo en cuenta que un capitán ocupa el primer puesto de una división y el teniente el segundo, los restantes puestos hasta el vigésimo son ocupados por otros oficiales, también según un orden jerárquico y de fuerza. Excepcionalmente, la Decimotercera División cuenta con dos oficiales en el puesto tercero y ninguno en el segundo, aunque en la Saga del Agente Perdido Rukia Kuchiki, aparece con la insignia de teniente de la Decimotercera División.

#### Uniformes
Los miembros de las 13 Divisiones llevan el uniforme estándar shinigami, compuesto de un kimono y un hakama negros y una camisa y una faja blancas. A diferencia de los miembros del Cuerpo de Operaciones Secretas, calzan sandalias. Los tenientes, a su vez, llevan una banda (normalmente atada al brazo) con el número y símbolo de su división. Deben llevarla siempre que asisten a una reunión.
Los capitanes visten además un haori blanco sobre sus ropas negras de shinigami, que lleva a la espalda el número de su división dentro del símbolo de las Trece Divisiones, un rombo. Varios oficiales de las Trece Divisiones cambian ligeramente su uniforme, como la bufanda de Byakuya Kuchiki o, el colorido kimono de Shunsui Kyōraku .

### El Cuerpo de Operaciones Secretas
Dependiente de la Cámara de los 46, el Cuerpo de Operaciones Secretas (隠密機動 onmitsukidō?), también llamado Cuerpo Secreto o Fuerzas Especiales, se encarga de las operaciones encubiertas de la Sociedad de Almas. Originalmente era una organización independiente de las Trece Divisiones, no obstante en clan noble shinigami de los Shihōin logró hacer suyo el rango de Comandante en jefe y hacerlo hereditario, cuando el Comandante era miembro de una división los lazos se volvían especialmente fuertes, de esta manera el Cuerpo de Operaciones Especiales se vuelve una subentidad de la Segunda División. Antiguamente, estuvo liderado por Yoruichi Shihōin, y ahora está bajo el mando de Suì-Fēng.

#### Estructura
El Cuerpo de Operaciones Secretas se compone de cinco divisiones, cada una mandada por un comandante (軍団長 gundanchō?) que son oficiales de rango de la Segunda División. La división superior es el Grupo de Ejecutores (刑軍 keigun?). Estos se encargan de encontrar y ejecutar a los traidores de la Sociedad de Almas. Se desconoce si el resto de divisiones especiales también tienen una función específica. 
Normalmente, el líder de los Ejecutores es también el Comandante Supremo (総司令官 sōshireikan?), jefe de todas las fuerzas encubiertas. El Comandante Supremo tiene a su servicio un cuerpo de guardaespaldas (hecho insólito en la Sociedad de Almas, exceptuando la familia real), que parece formar parte de los Ejecutores. Se desconocen otros grados de mando en las fuerzas especiales.
Este grupo es el responsable de la Unidad de Detención, donde están encarcelados todos los criminales de la Sociedad de Almas, es la tercera unidad de las Fuerzas Especiales y su comandante es el Tercer Oficial de la Segunda División.
Dentro de esta unidad existe otra más especializada que es la Unidad de Detención Especial, lugar en el que están encarcelados aquellos shinigamis cuyas acciones o comportamiento hicieron sospechar de sus intenciones o se les consideró peligrosos, asimismo en esta unidad están todos aquellos shinigamis cuyo retiro fue anunciado. El complejo está en el mismo cuartel de la Segunda División y recibe el nombre de "El Nido de los Gusanos". Este complejo es una gran cueva donde los presos (que visten hakama blanco) campan a sus anchas dentro del gran espacio, las Zanpakutōs deben dejarse en la entrada y no se permiten armas, lo cual explica el hecho de que uno de los requisitos para ser carcelero de esta unidad sea poder derrotar a todos los presos con las manos desnudas. Solo se conoce de un preso en el Nido de los Gusanos que tuviera que estar encerrado en una celda y encadenado, este era Mayuri Kurotsuchi.

#### Uniformes
Los miembros del Cuerpo de Operaciones Secretas llevan un uniforme característico muy diferente del uniforme estándar shinigami. Sus vestimentas son las propias de un ninja: ropas oscuras, bandas de tela en los tobillos y muñecas, no llevan sandalias y llevan la boca y la nariz tapadas por una pieza de tela (Nota: en el anime también llevan el pelo tapado, cosa que no ocurre en el manga).
El uniforme de la Comandante Suprema también es especial. No lleva tela ni en la espalda ni en los hombros, una modificación hecha sobre la base de la habilidad del shunkō, que concentra grandes cantidades de reiatsu en dichas zonas para usarla después en el combate cuerpo a cuerpo.

### El Cuerpo de Artes Demoníacas
Dependiente de la Cámara de los 46, se sabe muy poco del Cuerpo de Artes Demoníacas (鬼道衆 kidōshū?), salvo que recluta a aquellos alumnos de la Academia de Shinigamis que sacan la mejor nota en kidō (magia demoníaca). Al parecer, se encargan de la comunicación a través de las mariposas infernales y también de abrir la puerta entre el mundo real y el espiritual. Su estructura es similar al de una División ordinaria, con un líder y un segundo al mando, 101 años atrás estaba formado por Tessai Tsukabishi y Hachigen Ushōda respectivamente.

### La Academia de Shinigamis
Fundada por Shigekuni Yamamoto-Genryūsai hace 2000 años, la Academia se ha convertido en la principal forma de acceso al Seireitei para las almas del Rukongai. Los aspirantes deben pasar primero un examen para ser aceptados. Según la nota sacada se les asignará a una clase u a otra. Una formación completa dura 6 cursos, aunque hay genios que pueden acabar la formación en poco tiempo como es el caso de Gin Ichimaru.
En la Academia se dan clases de lucha con espada, artes demoníacas e incluso, cuando los alumnos están lo suficientemente preparados, entrenamientos de campo en el mundo real supervisados por alumnos de cursos superiores. Una vez graduados, los alumnos pueden formar parte de las Trece Divisiones, el Cuerpo de Artes Demoníacas o el Cuerpo de Operaciones Secretas, siendo estos grupos los que eligen a Los alumnos.

## Rukongai
El Rukongai (流魂街?  ciudad de las almas errantes) es el lugar al que van a parar las almas de los que han muerto en la tierra. Se divide en distritos numerados del 1 al 80 según su distancia respecto al centro, el Seireitei. Los números también indican su nivel de vida. El distrito 1 es un lugar ordenado y pacífico, mientras que el distrito 80 es un sitio malsano, plagado de crímenes y violencia. 
Hasta el momento se conocen seis distritos:
- 1 - Junrinan (潤林安?): Tōshirō Hitsugaya, Momo Hinamori y Jidanbō nacieron aquí. Yūichi Shibata, el niño cuyo espíritu estaba encerrado en el periquito de Chad, acaba aquí después de que le hagan el "funeral del alma".
- 3 - Hokuan, en el monte Koifushi entrenó Shiba Kaien a Rukia Kuchiki por primera vez.
- 64 - Sabitsura: A este distrito han ido Ikkaku y Yumichikka a averiguar sobre la desaparición de sus habitantes en el nuevo arco.
- 78 - Inuzuri: Rukia Kuchiki y Renji Abarai, su historia comienza en este distrito.
- 79 - Kusajishi (草鹿?): Kenpachi vio y nombró Yachiru a su subcapitana de su escuadrón.
- 80 - Zaraki (更木?): Kenpachi Zaraki según la historia era un hombre temido proveniente de este distrito.